# Phaonia stackelbergi
Phaonia stackelbergi är en tvåvingeart som beskrevs av Willi Hennig 1963. Phaonia stackelbergi ingår i släktet Phaonia och familjen husflugor. Inga underarter finns listade i Catalogue of Life.